# Ідзуку Мідорія
Ідзуку Мідорія (яп. 緑谷 出久, латиніз.: Midoriya Izuku), також відомий під іменем героя Деку (яп. デク), — супергерой і головний герой аніме My Hero Academia, створеного Кохеєм Хорікоші. У аніме він — ботанік і амбіційний старшокласник, який не підходить, і дев'ятий (і нині) володар «Один за всіх» (ワン・フォー・オール, Wan Fō Ōru), суперсили, яка поєднує вісім різних індивідуальних надздібностей, або «Чудності», разом і створює потужні сплески енергії, а також має унікальну здатність передаватися іншим людям.
Народжений без «Чудності». Ідзуку, однак, виріс із бажанням стати супергероєм. Однокласник з дитинства, суперник і хуліган із середньої школи — Кацукі Бакуґо — отримав прізвисько «Деку». Пізніше Ідзуку врятував його від лиходія, завоювавши інтерес Всемогутнього, кумира дитинства Ідзуку і героя № 1, який, своєю чергою, передає «Чудность» у спадок, його примха One For All. Після того, як його прийняли до UA High School, однокласниця Ідзуку Очако Урарака надихає його прийняти своє прізвисько і використовувати його як ім'я героя.

## Створення
Ідзуку Мідорія спочатку був створений як Джек Мідорія (яп. 緑谷 ジャック, Midoriya Jakku) , хворий працівник, який працював у компанії постачання супергероїв. Цей прототип з'являється лише в одноразовому коміксі 2008 року, написаному Хорікоші під назвою «Мій герой». Пізніше його змінили на старшокласника в My Hero Academia (з хронічною хворобою, перепрофілюваною для персонажа Всемогутнього), однак його характер залишився майже незмінним.

## Поява

### Моя академія героїв
Ідзуку вперше можна побачити в «Моїй академії героїв» як 4-річного хлопчика, якого збирається побити три інших однокласники, одним з яких є Кацукі «Каччан» Бакуґо, який має здатність створювати вибухи. Ідзуку народився без будь-якої унікальної суперсили, або «Чудності», як її можна назвати власною, на відміну від своїх батьків і 80 % населення світу. Попри цю невдачу, він виріс з бажанням стати героєм самостійно і став боготворити супергероя Всемогутнього. Ідзуку виховувала в першу чергу його мати Інко, яка мала «Чудность» примушувати маленькі предмети пливти до себе. Його батька, Хісаші, чия «Чудность» дозволяє йому дихати вогнем, він майже не бачить, оскільки він працює за кордоном у Сполучених Штатах. Протягом усього дитинства й підліткового віку Ідзуку часто зазнавав знущання зі сторони Кацукі, який дав йому прізвисько «Деку» (альтернативне читання кандзі його імені Куньйому, що є гомофонним із木偶, що означає «некорисна людина; хороший ні за що»; розглядається як вирізане з'єднання «Беззахисний Ідзуку» в англійському перекладі), щоб висміяти його нікчемність, яку сприймає суспільство супергероїв.
Через десять років Ідзуку випадково зустрічається з Тосінорі Ягі, інакше відомим як Всемогутній, і запитує його, чи міг би він бути героєм, навіть якщо він не володіє «Чудностю». Після того, як він розкриває свою справжню зовнішність, Всемогутній у відповідь каже йому мріяти реалістичніше і подумати про те, щоб стати поліційний. Пізніше, коли неназваний лиходій із грязьовим рідкими здібностями атакує Кацукі, Ідзуку без належних роздумів підбігає, щоб спробувати врятувати його, що, своєю чергою, дає зношеному Всемогутньому (який може виконувати роботу героя лише обмежений час). день через бійку з «Всі за одного», яка знищила половину його дихальної системи) належна мотивація добити лиходія.
Пізніше, вражений Всемогутній зустрічається з Ідзуку і каже йому, що хоче аби він успадкував його чудність «Один для всіх». Ідзуку приймає пропозицію і після десяти місяців навчання з Всемогутнім, щоб довести свою цінність (на той момент Ідзуку виповнюється 15 років). Щоб передати чудність потрібно отримати її ДНК, тому він змушений з'їсти пасмо волосся від Всемогутнього, щоб отримати Один для всіх за годину до вступного іспиту UA. Ізуку вперше використовує Один для всіх під час практичної частини іспиту, щоб врятувати свого конкурента Очако Урараку від роздавлення обвалами. Своєю чергою, вона вимагає від екзаменаторів віддати деякі з її балів за практичне заняття Ідзуку, не знаючи, що, врятувавши її, він і так склав іспит. На честь його прийняття його мати Інко виготовляє для нього його власний суперкостюм, блакитний костюм, заснований на ескізі, який колись намалював Ідзуку. Ідзуку поміщають у клас з Кацукі та Очако, останній з яких надихає його прийняти «Деку» як своє ім'я героя, оскільки звучить схоже на «декіру» (出来る), що приблизно перекладається як «ти можеш це зробити».
Протягом усього аніме Ідзуку підбадьорює своїх однокласників, наприклад, дозволяє своєму однокласнику-вундеркінду Шьото Тодорокі позбутися травм, які завадили йому використати свої сили повною мірою. Після майже року шкільних заходів і стажувань, деякі з яких перехоплюються нападами лиходіїв, Ідзуку дізнається, що учень Все за одного Томура Шигаракі став достатньо могутнім, щоб вкрасти Один за всіх. Через це Ідзуку вирішує покинути UA, щоб він міг боротися з Шигаракі та його армією лиходіїв, не загрожуючи своїм однокласникам, яким він повідомив про свою відпустку. Перед тим як піти, він повідомляє своїм однокласникам і кільком найкращим героям про Одного для всіх, останні з яких допомагають йому полювати на лиходіїв. Однокласники вистежили його і змогли успішно повернути його в UA, нагадавши при цьому про те, наскільки він був корисним у своєму класі і чому вони бачать його як друга, а також Бакуґо вибачився за його знущання до Мідорії.

### В інших ЗМІ
Ідзуку грає центральні ролі у фільмах " Моя геройська академія: два герої ", "Моя геройська академія: повстання героїв " і «Моя геройська академія: місія світових героїв» . Він також з'являється в додатковій серії легких романів My Hero Academia: School Briefs, а також у комічній пародії My Hero Academia: Smash!!, у якому події My Hero Academia зображені в більш комедійній манері.

## Показ

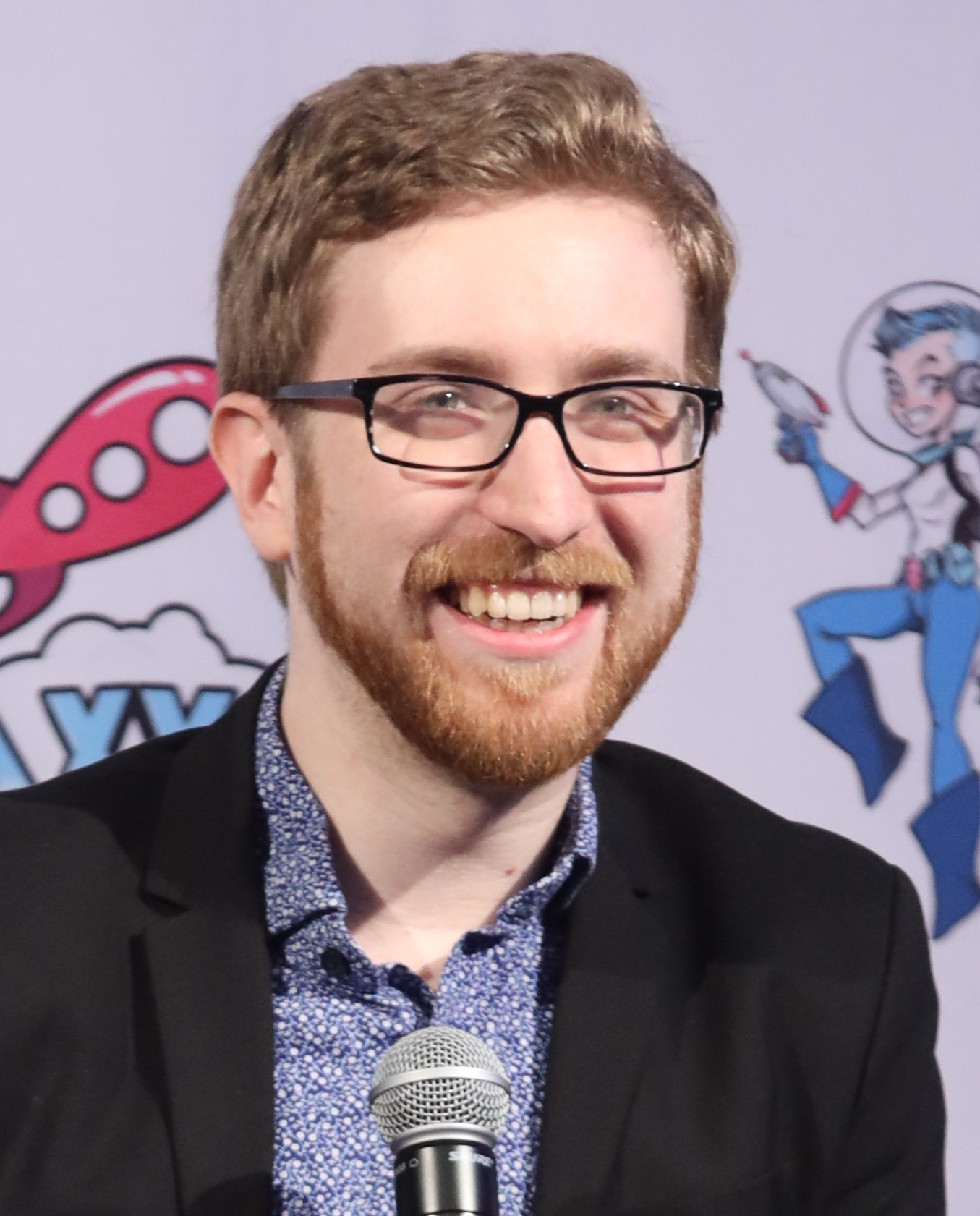
Джастін Брінер — англійський актор озвучування Ідзуку

### Популярність
У опитуванні Crunchyroll щодо популярності персонажів My Hero Academia 2018 року Ідзуку посів перше місце з 11 429 голосами. У щорічних японських опитуваннях популярності My Hero Academia Ідзуку зазвичай займає друге місце після Кацукі Бакуґо, хоча він посів перше місце в першому опитуванні з 2314 голосами і третє в четвертому опитуванні з 8301 підрахованим голосом. На Crunchyroll Anime Awards Ідзуку отримав нагороду «Герой року» у 2017 та 2018 роках. Він також отримав нагороду за найкращого хлопця у 2019 році

### Реакція критиків
Персонаж Ідзуку отримав позитивні відгуки критиків. Нік Крімер з Anime News Network назвав Ідзуку «дуже симпатичним персонажем» і зазначив, що «до нього приєдналася багата група вчителів та однокласників, які додають свою індивідуальність (. . .)» Обговорюючи його часті виступи в опитуваннях популярності My Hero Academia, Нерісса Рупнаріне з CBR написала, що Мідорія виділяється сам по собі, попри деякі поширені тропи сьонен, додавши, що розвиток характеру Ідзуку "(…) справді викликає захоплення та захоплює спостерігати. " У своїй рецензії на фільм My Hero Academia: Heroes Rising Тео Багбі з The New York Times згадав, як ніжність Ідзуку «[додала] до дивовижно емоційної сили фільму».